# 莫桑比克海峡
莫桑比克海峡是非洲大陆东南部与马达加斯加之间的海峡，呈东北-西南向倾斜，地处热带-亚热带之间，炎热多雨，气温北高南低，2月分别为28C和27℃，8月为25℃和22℃。长度达1600公里，最宽950公里，最窄处宽460公里，最深处深达3,292公尺，是当今世界上最长的海峡。莫桑比克暖流流经此海峡，伸延至南方东岸的阿古拉斯海流。峡内海水表面年平均温度在20摄氏度以上，夏季时有因气流交汇而产生的旋风。
莫桑比克海峡有科摩罗群岛和法国管辖的马约特岛等岛屿。世界上最长的海峡。
莫桑比克海峡：是非洲大陆东南部与马达加斯加之间的海峡，呈东北-西南向倾斜，西印度洋的一条水道，世界上最长的海峡，东为马达加斯加岛，西为莫桑比克。从南大西洋到印度洋的海上交通要道，特别是苏伊士运河开凿之前，它更是欧洲大陆经大西洋、好望角、印度洋到东方去的必经之路。